# Mart Siimann
Mart Siimann (ur. 21 września 1946 w Kilingi-Nõmme) – estoński polityk, premier w latach 1997–1999, prezes Estońskiego Komitetu Olimpijskiego od 2001 do 2012.

## Życiorys
W 1971 ukończył studia filologiczno-psychologiczne na Uniwersytecie w Tartu.
Od 1971 do 1975 pracował jako psycholog i zastępca dyrektora instytutu badawczego. Później do 1982 był asystentem na Uniwersytecie w Tartu. Pełnił później funkcję wicedyrektora programowego estońskiego nadawcy telewizyjnego Eesti Televisioon, a w latach 1987–1989 dyrektora publicznego radia (Eesti Raadio). Przez następne trzy lata kierował estońską telewizją, później do połowy lat 90. zarządzał firmą marketingową.
W 1995 z ramienia Estońskiej Partii Koalicyjnej uzyskał mandat posła do Zgromadzenia Państwowego. Od 1997 do 1999 sprawował urząd premiera Estonii. W tym samym okresie kierował swoim ugrupowaniem, ustąpił po porażce tej partii w wyborach krajowych. Do 2003 zasiadał ponownie w Riigikogu, później wycofał się z działalności politycznej.
W 2001 objął stanowisko prezesa Estońskiego Komitetu Olimpijskiego, które zajmował do 2012.